# Mesembrius minor
Mesembrius minor är en tvåvingeart som först beskrevs av Mario Bezzi 1915.  Mesembrius minor ingår i släktet Mesembrius och familjen blomflugor. Inga underarter finns listade i Catalogue of Life.